# Salvatore Lilli
Salvatore Lilli, O.F.M. (19. června 1853, Cappadocia – 22. listopadu 1895, Maraş) byl italský kněz a řeholník Řádu menších bratří, který byl spolu se sedmi společníky zabit na území dnešního Turecka. Katolická církev je uctívá jako blahoslavené.

## Život
Narodil se 19. června 1853 v Cappadocii jako syn Vincenza a Annunziaty Lilliových. Dne 24. července 1870 přijal ve františkánském konventu v Nazzanu řeholní hábit. Své první řeholní sliby složil 6. srpna 1871. Při potlačení řeholních řádů italskou vládou, roku 1873 odešel jako Salvator z Cappadocie do Svaté země aby zde působil jako misionář. V klášteře v Betlémě pokračoval ve studiích filosofie, která zahájil v Castel Gandolfo. Dne 6. srpna 1874 byl převeden do kláštera Svatého Salvátora v Jeruzalémě, kde dokončil svá studia teologie a 6. dubna 1878 byl jeruzalémským patriarchou Vincenzem Braccem vysvěcen na kněze.
Poté byl poslán do Maraşe, kde 15 let vykonával svůj apoštolát. Jeho práce byla obrovská a plná výsledků, např. nechal postavit kapli, která byla otevřena 4. října 1893. V listopadu 1890 zde vypukla cholera a Salvator se zázrakem nenakazil. Roku 1894 byl jmenován knězem farnosti a představeným hospice Mugiukderesi. Rok 1895 byl spojen s politickým převratem, kdy Turci vyvražďovali Armény. Opakovaně byl žádán svými spolubratry, aby odešel do bezpečnějších místa, ale on odpověděl: "Kde jsou ovce, musí tam zůstat i pastýř". Dne 22. listopadu 1895 byl zatčen spolu s 12 dalšími křesťany. Při cestě do Maraşe byli opakovaně vyzváni, aby se vzdali své víry a přešli na islám, jinak nebudou žít. Po odmítnutí byli krutě zabiti bajonety a jejich těla byla spálena v oblasti zvané Mujuk-Deresi.
Jména sedmi společníků otce Lilliho:
- Baldji Ohannes
- Khodianin Kadir
- Kouradji Tzeroum
- Dimbalac Wartavar
- Ieremias Boghos
- David Oghlou
- David Toros

## Proces blahořečení
Proces byl zahájen 16. prosince 1930 v Arménské archieparchii Aleppo. Dne 12. července 1982 uznal papež sv. Jan Pavel II. jeho mučednictví spolu také se sedmi společníky. Blahořečeni byli 3. října 1982 stejným papežem.